# Vasai (India)
Vasai (già nota come Bassein) è una città dell'India di 49.346 abitanti, situata nel distretto di Thane, nello stato federato del Maharashtra. In base al numero di abitanti la città rientra nella classe III (da 20.000 a 49.999 persone).

## Società

### Evoluzione demografica
Al censimento del 2001 la popolazione di Vasai assommava a 49.346 persone, delle quali 25.053 maschi e 24.293 femmine. I bambini di età inferiore o uguale ai sei anni assommavano a 5.334, dei quali 2.771 maschi e 2.563 femmine. Infine, coloro che erano in grado di saper almeno leggere e scrivere erano 38.008, dei quali 20.325 maschi e 17.683 femmine.